# Desa Purwokerto (administrativ by i Indonesien, Jawa Tengah, lat -6,93, long 110,18)
Desa Purwokerto är en administrativ by i Indonesien.   Den ligger i provinsen Jawa Tengah, i den västra delen av landet, 400 km öster om huvudstaden Jakarta.